# 中央町 (江別市)
中央町（ちゅうおうちょう）とは、北海道江別市の町丁。郵便番号は069-0801。人口は1,371人、世帯数は668世帯（2023年12月1日現在）。丁目の設定のない単独町名である。住居表示は全域で未実施。

## 地理
中央町は函館本線の北西側に位置する地域で、町内に4番通が横断している。

## 歴史

### 年表
- 1982年（昭和57年）
  - 11月1日- 「元野幌」の一部が「中央町」に町名地番変更[5]。
- 1990年（平成2年）
  - 2月16日 - 「元野幌」の一部が「中央町」に町名地番変更[5]。

### 町名の変遷
町名の変遷は以下の通りである。
| 実施後 | 実施年月日    | 実施前（各町名ともその一部） |
| ------ | ------------- | ---------------------------- |
| 中央町 | 1982年11月1日 | 元野幌                       |
| 中央町 | 1990年2月16日 | 元野幌                       |

## 世帯数と人口
2023年（令和5年）12月1日現在の世帯数と人口は以下の通りである。
| 町丁   | 世帯    | 人口    |
| ------ | ------- | ------- |
| 中央町 | 668世帯 | 1,371人 |
| 計     | 668世帯 | 1,371人 |

### 人口の変遷
国勢調査による人口の推移。
| 1995年（平成7年）  | 1,674人 | [ 6 ]  |  |
| 2000年（平成12年） | 1,636人 | [ 7 ]  |  |
| 2005年（平成17年） | 1,543人 | [ 8 ]  |  |
| 2010年（平成22年） | 1,444人 | [ 9 ]  |  |
| 2015年（平成27年） | 1,380人 | [ 10 ] |  |
| 2020年（令和2年）  | 1,386人 | [ 11 ] |  |

### 世帯数の変遷
国勢調査による世帯数の推移。
| 1995年（平成7年）  | 525世帯 | [ 6 ]  |  |
| 2000年（平成12年） | 536世帯 | [ 7 ]  |  |
| 2005年（平成17年） | 555世帯 | [ 8 ]  |  |
| 2010年（平成22年） | 565世帯 | [ 9 ]  |  |
| 2015年（平成27年） | 572世帯 | [ 10 ] |  |
| 2020年（令和2年）  | 614世帯 | [ 11 ] |  |

## 小・中学校の通学区
小・中学校の通学区は以下の通り。
| 町丁   | 字・番地 | 小学校     | 中学校     |
| ------ | -------- | ---------- | ---------- |
| 中央町 | 全域     | 中央小学校 | 中央中学校 |

## 施設

### 公共・公的施設
- 北海道消防学校（中央町16-1）[13]

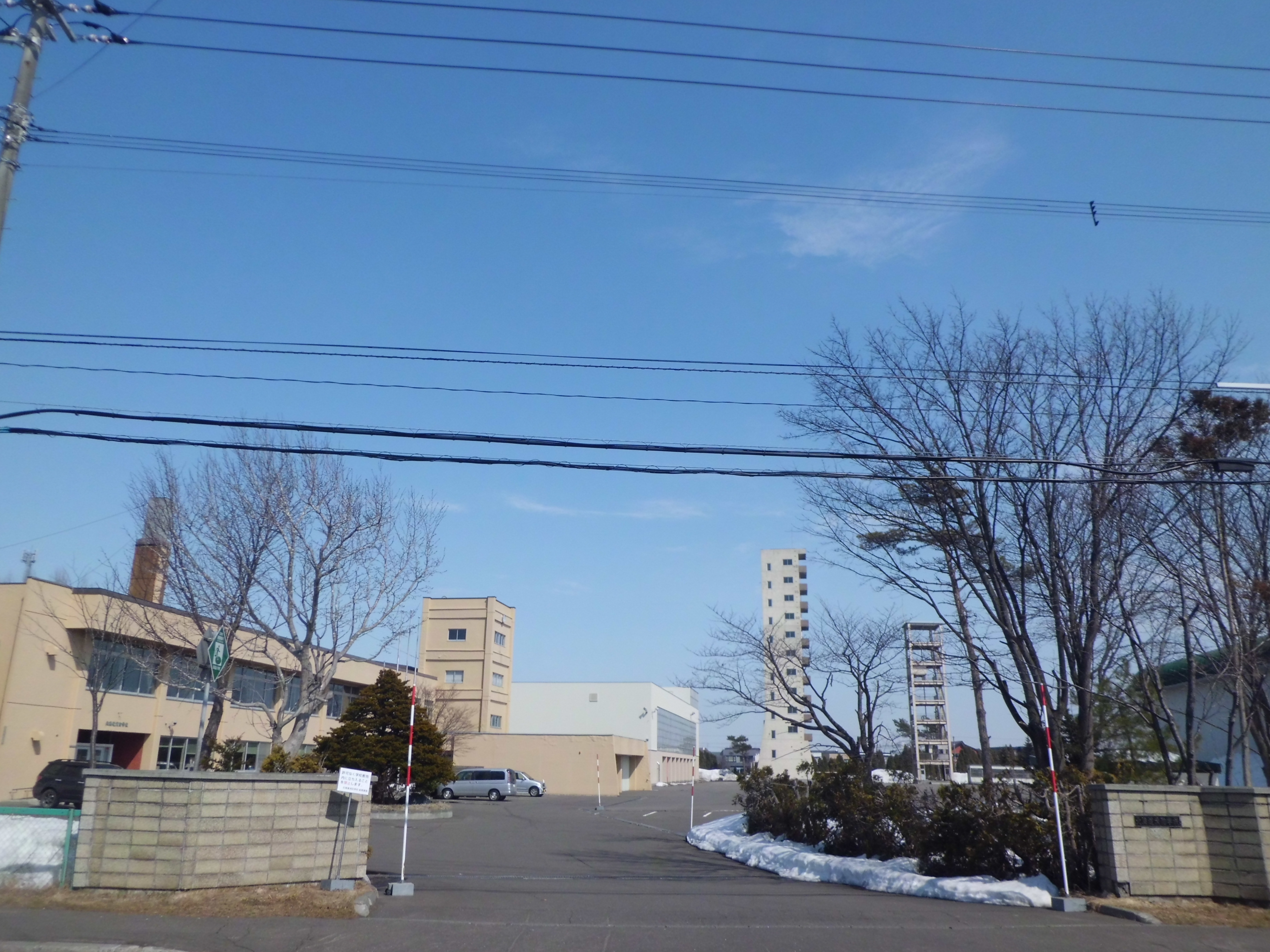
北海道消防学校

### 公園
- あいりす公園（中央町31-1）[14]
- かなりあ公園（中央町8-1-2）[14]
- つゆくさ公園（中央町12-9）[14]
- にこにこ公園（中央町45-6）[14]
- やまばと公園（中央町38-4）[14]

### 企業・店舗
- セイコーマート 江別中央店（中央町29-10）[15]
- メモリアホール 江別中央（中央町29-10）[16]
- ヤマト運輸 江別営業所（中央町43）[17]

### 医療・福祉
- 江別脳神経外科（中央町1-12）[18]
- 中央歯科医院（中央町1-17）[19]

## 交通

### 鉄道
- 鉄道駅は町内には存在しない[20]。最寄り駅は函館本線の野幌駅[20]。
  -  北海道旅客鉄道
    - ■函館本線

### バス
- 町内に北海道中央バスの路線がある[21]。

### 道路
- 一般国道
  - 町内に一般国道は存在しない[22]。

- 一般道道
  - 町内に一般道道は存在しない[22]。

- 都市計画道路
  - 3・3・303 3番通[22][23]
  - 3・4・312 4番通[22][23]